# Бузана (Ређо Емилија)
Бузана је насеље у Италији у округу Ређо Емилија, региону Емилија-Ромања.
Према процени из 2011. у насељу је живело 240 становника. Насеље се налази на надморској висини од 860 м.